# Угљаре (Косово Поље)
Угљаре је насељено место у општини Косово Поље на Косову и Метохији. Према попису из 2024. било је 5.064 становника. Налази се у равници на 2  југоисточно од железничке станице Косово Поље. Кроз село потиче река Стубалка.

## Историја
Село се у српско средњовековно доба звало Угљаре, јер се тако помиње оно као село у суседству села Добрева. Мора да се раселило за време неуспелих аустријских војних похода крајем 17, и у првој половини 18. века, јер је садашње село основано у другој половини 18. века. За турске владавине обновљено село је било чифлик са више господара. Најстарији господари су били Имербегови из Приштине, а други су добијали поједине делове сеоског атара у мираз. Од сељака су само Ракићи имали мало купљене земље (од бегова).

## Порекло становништва по родовима
Подаци о пореклу становништва из 1933. године.
- Ракићи (22 куће, слава Св. Стефан). Доселили се у другој половини XVIII века из околине Берана, одакле су избегли од „крви“. Појасеви у 1933, од досељења: Рака, Милош, Никола, Дена, Сима (70 г.).
- Димирчићи (3 к., Св. Никола). Доселили се од Куманова кад и Ракићи, те неки сматрају Ракиће, а неки њих за најстарије досељенике и осниваче (обнављаче) села.
- Бугарчићи (3 к., Св. Никола), Досељени из Бугарске после горњих родова.
- Перелићи (2 к., Св. Никола). Једна кућа овог рода се преселила из Мале Слатине око 1830 год, а једна из Горње Брњице 1895. Старина им је у Малој Слатини.
- Ђокићи (2 к., Св. Ђорђе Алимпије). Пресељени из Бабиног Моста ка својим ујацима после Перелића. Старина им је у околини Подујева.
- Дробњаци (5 к., Ђурђевдан: славе и Св. Илију, али им је Ђурђевдан старија слава). Досељени почетком XIX век из Ибарског Колашина одакле прешли у Славковце код Вучитрна, па доцније у Добри Дуб, одакле се преселили у Угљаре око 1880. године, због заваде са Албанцима.
- Гашани (2 к., Св. Петка). Пресељени из Црквене Водице око 1880. године. Потичу од истоименог рода у Златару, општина Урошевац. Старином су из нишког краја са југа Србије.
- Шопци (6 к., Св. Арханђео). Старина им је у Мужичану, општина Штимље. У Угљаре се преселили из Чаглавице око 1890. године.
- Пршендић (1 к., Св. Никола). „Доведен“ (дошао као пасторак) из истоименог рода у Ливађу. Старином је из Сушице.
- Сиринићани (2 к., Св. Петка). Доселили се из Штрпца (Сиринић), па су их, „да се као сиротиња не потуцају“, Угљарчани узели к себи на чифлик. Ови потичу од рода Кецића у Штрпцу. Старином су из околине Пећи у Метохији.
- Денићи (2 к., Ђурђиц). Пресељени из Кузмина. Потичу од рода Митровића у Доњој Брњици, чија је старина у вучитрнском крају.
- Дурсунчић (1 к., Ђурђиц). Пресељени из рода Сојеваца (Дурсунчића у Скуланову) 1923. године. Старина им је у Сојеву, општина Урошевац.
- Шавеле (2 к., Св. Никола). Пресељени из околине Прокупља.

## Демографија
| Година       | 1948 | 1953 | 1961 | 1971 | 1981 | 1991 |
| ------------ | ---- | ---- | ---- | ---- | ---- | ---- |
| Становништво | 595  | 682  | 748  | 763  | 949  | 1107 |

|  |